# Американська ніч (фільм)
«Америка́нська ніч» (фр. La Nuit américaine) — художній фільм 1973 року спільного виробництва Франції та Італії, знятий режисером Франсуа Трюффо. Стрічка стала його тринадцятою повнометражною картиною й виявилася вдалою для режисера: він отримав за неї безліч міжнародних нагород, зокрема премію «Оскар» у номінації «найкращий фільм іноземною мовою».
Головні ролі у фільмі виконали Жан-П'єр Лео, Жаклін Біссет, Валентіна Кортезе та Жан-П'єр Омон. Сам Франсуа Трюффо також зіграв у фільмі одну з головних ролей — режисера, зайнятого зйомками. Прем'єра фільму відбулася 14 березня 1973 року на Каннському кінофестивалі. Стрічка присвячена Ліліан Гіш та її сестрі Дороті.

## Сюжет
Режисер Ферран знімає сентиментальний фільм «Зустрічайте Памелу» в студії Вікторини, яка розміщена в Ніцці. Зйомки фільму тривають 6 тижнів. За цей час учасники зйомок, що мають різні характери, очікування й життєві позиції, влаштовують масу конфліктних ситуацій. У картині є все — любов, ревнощі, втома, стреси. Але, незважаючи ні на що, герої об'єднані єдиною пристрастю — кінематографом, і заради створення фільму вони готові піти на будь-які жертви.

## У ролях
- Жаклін Біссет — Жулі
- Жан-П'єр Лео — Альфонс
- Валентіна Кортезе — Северина
- Александра Стюарт — Стейсі
- Жан-П'єр Омон — Александр
- Жан Шампьон — Бертран
- Наталі Бай — Жоель
- Франсуа Трюффо — режисер Ферранд
- Грем Грін — страховий агент

## Виробництво
В основу фільму лягла оригінальна ідея Трюффо, який сказав, що хотів, аби картина зробила для кіно те саме, що "451 градус за Фаренгейтом" для книжок, "щоб показати, чому добре любити кіно". Фільм знімали в Ніцці на величезних декораціях паризької вулиці, спочатку побудованих американською компанією і використаних для фільмів "Леді Л" (1965) та "Божевільна з Шайо" (1969). Трюффо виникла ідея під час монтажу фільму "Дві англійські дівчини" (1971).
Трюффо залучив іноземних акторів, бо відчував, що французькому кінематографу бракує міфологічного аспекту, якого він прагнув. За його словами, на створення фільму вплинули "Золота карета" та "Співаючі під дощем" (обидва - 1952); останній був його улюбленим фільмом про кіновиробництво, оскільки показував усіх, хто бере участь у створенні фільму, а не лише режисера та зірку.
Біссет обрали частково тому, що вона розмовляла французькою. "Мені було дуже приємно, коли він [Трюффо] зателефонував, - каже Біссет. "Чудово працювати з тим, хто любить працювати з жінками".
Фільм був присвячений сестрам Гіш, яких Трюффо назвав "першими двома актрисами кіно"; він сказав, що фільм був зроблений в "дусі дружби для всіх людей в кінобізнесі".
Після зйомок фільму Трюффо взяв творчу відпустку.

## Відгуки
- «Не тільки найкращий фільм, коли-небудь знятий про фільми, а й чудова розвага… Трюффо розкручує півдюжини сюжетних ниток і йде за ними настільки легко, що створюється враження, ніби ми пліткуємо з ним про його колег. Знімальний майданчик — це мікрокосм» (Роджер Еберт)[6].
- «Майже всі фільми Трюффо усвідомлюють скороминущість [реальності], яка замість того, щоб знецінювати життя та любов, надає їм особливої цінності… Якість того чи іншого досвіду не може бути виміряна його тривалістю чи підсумком. Залишимо довговічність секвойям» (Вінсент Кенбі, The New York Times)[7].
- Жан-Люк Годар відгукувався про фільм несхвально. Зокрема, в зображенні режисера Феррана він угледів нарцисизм Трюффо[8].

## Нагороди та номінації

### Нагороди
«Оскар»
- 1974 — Найкращий фільм іноземною мовою (Франсуа Трюффо)

BAFTA
- 1975 — Найкраща режисура (Франсуа Трюффо)
- 1975 — Найкращий фільм (Франсуа Трюффо)
- 1975 — Найкраща жіноча роль другого плану (Валентіна Кортезе)

### Номінації
«Оскар»
- 1975 — Найкраща режисерська робота (Франсуа Трюффо)
- 1975 — Найкращий оригінальний сценарій (Франсуа Трюффо, Жан-Луї Рішар і Сюзанна Шиффман)
- 1975 — Найкраща жіноча роль другого плану (Валентіна Кортезе)